# Catedral basílica de San Pedro y San Pablo (Kaunas)
La Catedral Basílica de San Pedro y San Pablo  (en lituano: Kauno Šv. apaštalų Petro ir Povilo arkikatedra bazilika) es una basílica catedral católica en la ciudad de Kaunas, en Lituania. Pertenece a la arquidiócesis de Kaunas. La fecha exacta en que la primera iglesia de estilo gótico dedicada a los apóstoles San Pedro y San Pablo, fue construida es desconocida, pero se mencionó por primera vez en fuentes escritas en 1413. La primera escuela parroquial en Kaunas en la iglesia de San Pedro y San Pablo fue mencionada en 1473. La construcción de las estructuras se concluyeron solo en 1624. La iglesia sufrió mucho por la guerra en 1655 y fue reconstruida en 1671, ganando algunos rasgos renacentistas. Solo una de las torres fue reconstruida tras el incendio del techo en 1732. Como parte de la renovación, las decoraciones internas fueron financiados por el rey Estanislao II Poniatowski en 1771.